# Theaterhaus Gessnerallee

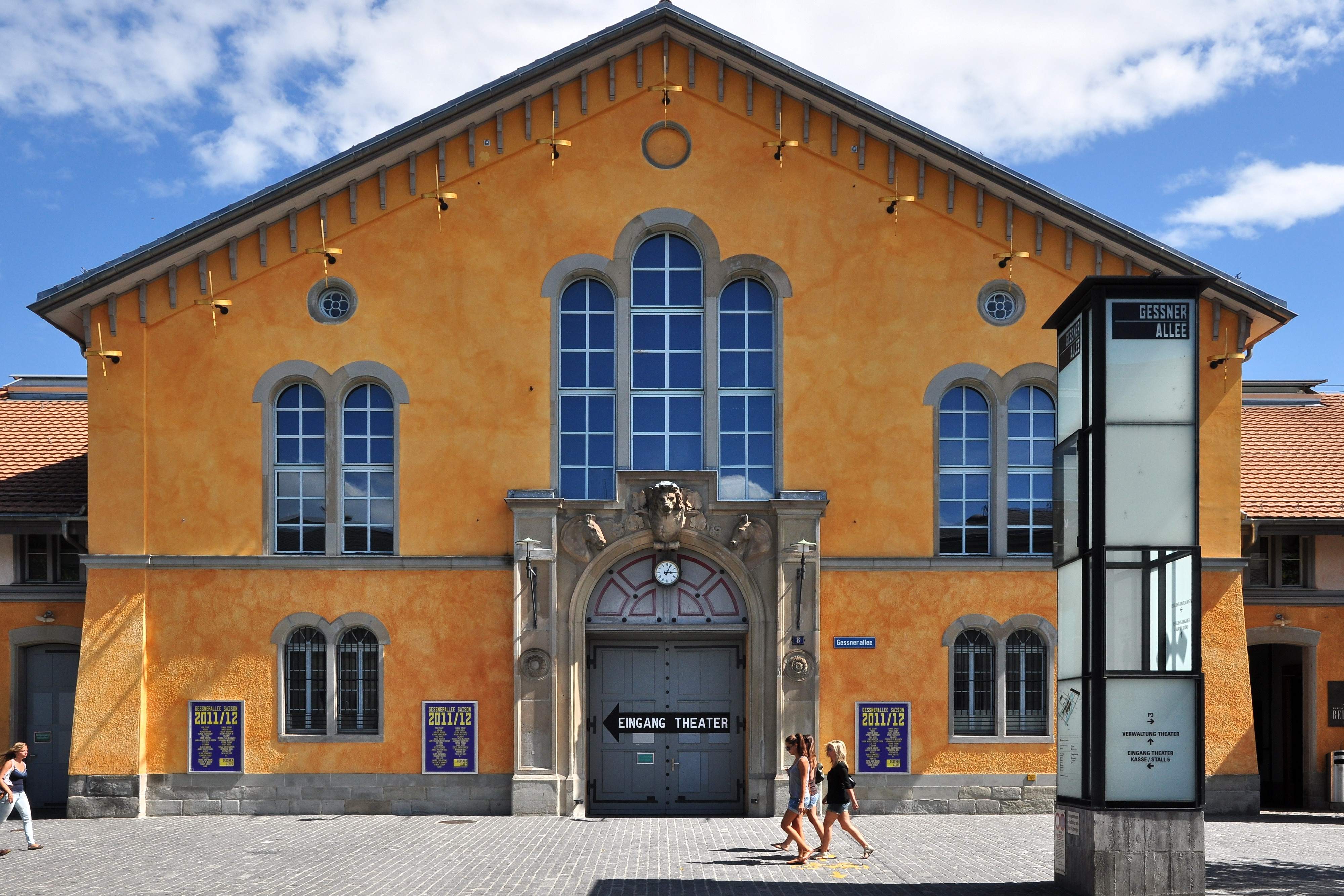
Das Theaterhaus Gessnerallee

Das Theaterhaus Gessnerallee ist ein Theater in Zürich. Es liegt an der Gessnerallee im Zürcher Stadtkreis 1 Altstadt, nahe der Einmündung des Schanzengrabens in die Sihl.

## Geschichte
Das Ende 1986 aus ehemaligen Militärgebäuden (Zeughäusern, Reithallen, Stallungen) entstandene Provisorium wurde 1988 von Stadt- und Gemeinderat als „Kulturinsel Gessnerallee“ offiziell beschlossen und 1989 eröffnet. Die Leitung übernahmen Hildegard Kraus, Christoph Meury, Ruedi Schärer und Jürg Woodtli.
Durch verschiedene Einschränkungen wegen ungeklärter Eigentumsverhältnisse und Bestimmungen des Denkmalschutzes blieb die Situation unsicher, bis 1993 nach einer gewonnenen Volksabstimmung die Umwandlung in einen festen Betrieb ermöglicht wurde. 1995 bis 1996 erfolgte eine Teilsanierung mit Umbau einzelner Gebäudeteile.
1997/98 übernahmen Armin Kerber und Jean Grädel die Leitung. Sie etablierten das Theaterhaus Gessnerallee zusätzlich als Koproduktionspartner für freie Gruppen, Mittelbühnen und Festivals. Ab 1998 übernahm das Theaterhaus Gessnerallee in Koproduktion mit dem Theater am Neumarkt die jährliche Durchführung des Nachwuchsfestivals Hope and Glory. 2004 wurde die Veranstaltung erstmals allein organisiert. 2005 übernahm Niels Ewerbeck (1962–2012) die Leitung des Theaters; er wechselte zum 1. Januar 2012 zum Künstlerhaus Mousonturm nach Frankfurt am Main. Seine Stelle nahm Roger Merguin ein, der von der Dampfzentrale Bern kam. Im Jahr 2020 übernahmen Michelle Akanji, Juliane Hahn sowie Rabea Grand die Leitung.

## Spielbetrieb
Das Theater in der denkmalgeschützten grossen Reithalle samt Stallungen versteht sich als Symbol des freien Theater- und Tanzschaffens der Schweiz. Es verfolgt einen interdisziplinären Theaterbegriff, das nicht nur Tanz- und Musiktheaterprojekte der Zürcher und Schweizer Szene verwirklicht, sondern auch internationalen Gastspielen im Rahmen von Festivals und thematischen Schwerpunkten offensteht. Am Theaterhaus Gessnerallee boten verschiedene Regisseure wie Nicolas Stemann und Christoph Frick frühe Inszenierungen.
Neben dem beinahe täglichen Programmangebot auf den Bühnen bilden das Restaurant „Reithalle“ und der „Stall6“ als Theaterfoyer und Bar weitere Bestandteile der Kulturinsel Gessnerallee mit regelmässigen Clubevents, Partys und Konzerten.